# 中奥小姓
中奥小姓（なかおくこしょう）は、江戸幕府の役職のひとつ。若年寄支配、持高勤（役料なし）で、就任者が従五位下に任命される諸大夫役。
名称に「中奥」や「小姓」とついているが、主に殿中の儀礼をつかさどる表の役人であり、中奥（奥）で将軍に近侍することはない。
寛永9年（1632年）、同年に亡くなった大御所徳川秀忠付きの小姓であった譜代大名庶子の土屋之直、滝川利貞ら6人を任命したことに始まる。次第に増員され、延宝2年（1674年）には27人、幕末には約40人おり、6番に分かれて交代勤務していた。
職掌は将軍の外出時に供奉することを主とし、江戸城御殿の表において儀礼の際に簾を持ち上げたり、灯りを点じたり、役人に与えられる品を配置したり、年始等の宴席において給仕をしたりすることであった。従って、儀礼の日には総出で当たったが、平日には詰所に待機するだけで、老中・若年寄が執務中に御殿を巡回して役人の挨拶を受ける「廻り」に際して伺候席である山吹の間（黒書院の隣にある部屋）で出迎える以外に仕事がなかった。このため、出勤しても弁当を食べて自宅に帰るだけの閑職と見られていた。
格式だけは高く、両番（書院番・小姓組）や中奥番を務めた上級の旗本のうちでも高禄な者が任命されるか、3000石以上の無役の寄合から直接任命された。この職の後には御側小姓、五番方の番頭、持頭などに出世することができた。